# Ray Macias
Raymond „Ray“ Macias (* 18. September 1986 in Long Beach, Kalifornien) ist ein US-amerikanischer Eishockeyspieler, der seit 2013 beim Braehead Clan in der Elite Ice Hockey League unter Vertrag steht.

## Karriere
Ray Macias begann seine Karriere als Eishockeyspieler bei den Kamloops Blazers, für die er von 2002 bis 2007 in der kanadischen Juniorenliga Western Hockey League aktiv war. 2004 wurde er in das All-Rookie Team der Canadian Hockey League, des Dachverbands der kanadischen Juniorenligen, gewählt. Zudem wurde er in der Saison 2006/07 in das erste All-Star Team der Western Conference der Western Hockey League gewählt. Während seiner Juniorenzeit wurde der Verteidiger im NHL Entry Draft 2005 in der vierten Runde als insgesamt 124. Spieler von den Colorado Avalanche ausgewählt. Ab der Saison 2007/08 spielte er regelmäßig für deren Farmteam Lake Erie Monsters in der American Hockey League.
In seinen ersten beiden Spielzeiten im Franchise der Avalanche kam er zudem zu insgesamt 19 Einsätzen für die Johnstown Chiefs in der ECHL. In der Saison 2008/09 gab der US-Amerikaner sein Debüt für die Colorado Avalanche in der National Hockey League, wobei er in sechs Spielen eine Torvorlage gab. In der Saison 2010/11 bestritt er weitere zwei NHL-Spiele für die Avalanche.
Im Juni 2012 wurde der US-Amerikaner von den SERC Wild Wings aus der 2. Eishockey-Bundesliga unter Vertrag genommen.

## Erfolge und Auszeichnungen
- 2004 CHL All-Rookie-Team
- 2005 Teilnahme am CHL Top Prospects Game
- 2007 WHL West First All-Star-Team

## Statistik
(Stand: Ende der Saison 2010/11)